# Les Feux du Bengale
Les Feux du Bengale (titre original : The Circle of Reason) est un roman indien d'Amitav Ghosh publié en 1986 en Angleterre et paru en français le 12 septembre 1990 aux éditions du Seuil. Ce roman a reçu la même année le prix Médicis étranger.

## Éditions
- Les Feux du Bengale, éditions du Seuil, 1990  (ISBN 978-2020120944).